# Bułgaria na Zimowych Igrzyskach Olimpijskich 1964
Bułgarię na Zimowych Igrzyskach Olimpijskich 1964 reprezentowało 7 zawodników.

## Reprezentanci

### Biegi narciarskie

#### Kobiety
| Zawodnik                                     | Konkurencja             | Czas      | Pozycja | Źródło |
| -------------------------------------------- | ----------------------- | --------- | ------- | ------ |
| Krystana Stoewa                              | 5 km stylem klasycznym  | 19:11.2   | 13.     | [ 1 ]  |
| Nadeżda Wasilewa                             | 5 km stylem klasycznym  | 20:24.2   | 21.     | [ 1 ]  |
| Nadeżda Michajłowa                           | 5 km stylem klasycznym  | 21:18.9   | 28.     | [ 1 ]  |
| Nadeżda Wasilewa                             | 10 km stylem klasycznym | 46:10.8   | 20.     | [ 2 ]  |
| Roza Dimowa                                  | 10 km stylem klasycznym | 46:53.1   | 22.     | [ 2 ]  |
| Krystana Stoewa                              | 10 km stylem klasycznym | 47:39.2   | 26.     | [ 2 ]  |
| Nadeżda Michajłowa                           | 10 km stylem klasycznym | 47:45.2   | 28.     | [ 2 ]  |
| Krystana Stoewa Roza Dimowa Nadeżda Wasilewa | Sztafeta 3 × 5 km       | 1:06:40.4 | 5.      | [ 3 ]  |

#### Mężczyźni
| Zawodnik          | Konkurencja             | Czas      | Pozycja | Źródło |
| ----------------- | ----------------------- | --------- | ------- | ------ |
| Stefan Mitkow     | 15 km stylem klasycznym | 57:05.0   | 43.     | [ 4 ]  |
| Borisław Oczuszki | 15 km stylem klasycznym | DNF       | DNF     | [ 4 ]  |
| Stefan Mitkow     | 30 km stylem klasycznym | 1:42:13.2 | 37.     | [ 5 ]  |
| Borisław Oczuszki | 30 km stylem klasycznym | 1:44:00.1 | 49.     | [ 5 ]  |
| Stefan Mitkow     | 50 km stylem klasycznym | 3:01:13.7 | 25.     | [ 6 ]  |
| Borisław Oczuszki | 50 km stylem klasycznym | 3:08:18.7 | 32.     | [ 6 ]  |

### Narciarstwo alpejskie

#### Mężczyźni
| Zawodnik      | Konkurencja   | Kwalifikacje | Kwalifikacje | Finał       | Finał       | Finał       | Finał       | Suma czasów      | Pozycja          | Źródło |
| Zawodnik      | Konkurencja   | Kwalifikacje | Kwalifikacje | 1. przejazd | 1. przejazd | 2. przejazd | 2. przejazd | Suma czasów      | Pozycja          | Źródło |
| Zawodnik      | Konkurencja   | Czas         | Pozycja      | Czas        | Pozycja     | Czas        | Pozycja     | Suma czasów      | Pozycja          | Źródło |
| ------------- | ------------- | ------------ | ------------ | ----------- | ----------- | ----------- | ----------- | ---------------- | ---------------- | ------ |
| Petyr Angełow | Zjazd         | —            | —            | 2:43.32     | 60.         | —           | —           | 2:43.32          | 60.              | [ 7 ]  |
| Petyr Angełow | Slalom gigant | —            | —            | 2:11.71     | 49.         | —           | —           | 2:11.71          | 49.              | [ 8 ]  |
| Petyr Angełow | Slalom        | DNF          | DNF          | NQ          | NQ          | NQ          | NQ          | Nieklasyfikowany | Nieklasyfikowany | [ 9 ]  |